# 追赶性生长
追赶性生长（catch-up-growth）又称补偿生长(Compensatory growth)。1963年，Prader A等用于描述儿童因病理因素，特别是营养缺乏而导致生长迟缓，在相关不良因素被去除后出现的生长加速的现象。这一概念是基于生长过程中的“轨迹现象”提出的，即生理情况下，人体生长是一个规律的过程，虽在不同季节和年龄段生长速度会有所波动，但身高、体重大致沿着确定的轨道生长。通过纵向观察标记个体的生长曲线，可以直接辨别是否存在生长迟缓或生长加速。

## 追赶性生长的模式
追赶性生长的一般模式相同，即早产儿从出生至足月（矫正胎龄40周），因不适应宫外环境，生长速度较慢，40周后才表现出生长加速，按年龄身高、体重的Z评分开始升高。这也是在评估早产儿生长水平时需要使用矫正胎龄的依据。早产儿追赶性生长的最佳时期是生后第1年，尤其是出生后的前6个月。

## 追赶性生长的不同结果
因造成生长迟缓的不良因素發生的胎年龄、持续时间、严重程度等差异较大，追赶性生长的结局亦不同。
一部分儿童表现出完全性追赶性生长，即生长水平恢复至正常水平甚至更高，其余则表现为部分性追赶性生长，生长水平仍较低，其确切机制尚不清楚。
有研究提出“程序假说” ，认为身体器官、组织的最终大小是由特定程序（基因）决定，受外界影响较小，所以无论是生长迟缓抑或加速，最终都会回归到程序预定的大小，但这一理论并不能解释所有的现象。
值得注意的是：追赶性生长过快可能增加疾病风险，通常情况下，出生体重越低，胎龄越小，则追赶性生长所需的时间就更长。

## 追赶性生长与成年慢性非传染性疾病之间的关系
Huxley等在总结23项人群研究资料后发现，出生后追赶性生长与成年后血压正相关。
动物实验显示，出生后1-3周存在追赶性生长的低出生体重小鼠，6月龄时出现肥胖和糖耐量减低，而追赶性生长发生在3周后的小鼠成年后并未引出上述表型，提示只有发生在发育关键时期的追赶性生长才可能引发成年疾病。对于人类，出生后0-3岁为追赶性生长影响远期健康的关键时期。极低出生体重早产儿出院后需强化喂养，以实现追赶性生长，并避免或减少宫外生长发育迟缓的发生。但是过快的追赶性生长与一些成年期疾病如肥胖、2型糖尿病、心血管疾病及代谢综合征等密切相关。

## 追赶性生长儿童的生长分期
理论上，对于每个获得性生长迟缓，并显示追赶性生长的儿童，关于他或她的生长曲线应该可用于整个发展轨迹。在一个完整的数据集中，生长的各个阶段可以被区分开来:
1. 发病之前的正常生长期（起始生长）；
2. 患病期间的生长缓慢（生长不良）；
3. 生长发育加速的快速生长期；
4. 维持期；
5. 青春期的生长；
6. 成人身高。[6]

## 追赶性生长的营养干预
目前研究认为，人类胎儿期至生后1岁内，营养对生长起主导作用，即早期生长受营养物质-胰岛素-胰岛素样生长因子(insulin-like growth factor, IGF)代谢轴调控。

1998年，英国营养学专家Lucas基于早期营养对生长的重要作用，提出了“营养程序化”（nutritional programming）概念，即在生长发育关键或敏感时期的营养状况，将对机体或各器官功能产生长期乃至终生的影响。对低出生体重儿来说，程序化是指胎儿期或婴儿早期的营养状况和喂养模式将影响其一生的健康。早期营养及环境刺激可导致机体产生适应性的克隆选择或者分化增殖，可使组织细胞数量或比例产生永久性的改变。

Were等报道，对极低出生体重儿，仅母乳喂养是不够的，需辅助添加一些母乳强化剂来改善其生长状况。为满足早产的极低出生体重儿某些特殊的营养需求，以达到追赶性生长的目的，目前国际上推荐母乳喂养并添加母乳强化剂。

目前，关于追赶性生长的营养干预还有待于积累更多的临床资料及更深入的研究，需要进一步详细了解各种喂养方式对机体的影响，以及强化营养的方法、时间和营养素的量等，从而探求既能满足追赶生长又不影响远期健康的有效营养干预模式。

## 相关阅读
- 可塑期
- 早产儿